# Heosemys spinosa
Heosemys spinosa је гмизавац из реда корњача.

## Угроженост
Ова врста се сматра угроженом.

## Распрострањење
Ареал врсте покрива средњи број држава. 
Врста има станиште у Тајланду, Малезији, Индонезији, Филипинима, Брунеју и Сингапуру. Присуство у Бурми је непотврђено.

## Станиште
Станиште врсте су слатководна подручја. 
Врста је присутна на подручју острва Борнео у Индонезији.